# Église Saint-Clément de Rouen
Pour les articles homonymes, voir Église Saint-Clément.
L'église Saint-Clément est une église située sur la place Saint-Clément à Rouen, sur la rive gauche de la Seine.

## Historique
L'église a été construite à l'emplacement de l'ancien cimetière Saint-Sever fermé le 2 juillet 1855 et supprimé en 1863.
La première pierre de l'église due à l'architecte Eugène Barthélémy est posée le 23 novembre 1870 par le cardinal de Bonnechose. Elle est bénie le 13 août 1872 en présence du cardinal. L'achèvement du clocher est voté en 1876. 
Les peintures de l'abside sont dues à Alexandre-Amédée Dupuy Delaroche et les fresques du chœur à Philippe Zacharie (Saint Louis versant à boire aux pauvres et Jean-Baptiste de La Salle, 1900). Le monument aux morts dans le transept a été dessiné par l'architecte Pierre Chirol. La chaire de style néo-roman est due à l'architecte Barthélémy et a été exécutée par le sculpteur Onésime Geoffroy.
Le tympan a été sculpté par le statuaire parisien Victor Fulconis. Victor Fulconis a réalisé également six statues dans le chœur : saint Luc, saint Matthieu, saint Clément, saint Henri, saint Marc et saint Jean.
En 2010, l'archevêque de Rouen, Jean-Charles Descubes, suspend Jean-Marie Lemercier, curé des paroisses Saint-Sever et Saint-Clément, mis en examen le 11 juin pour « agressions sexuelles sur mineur de 15 ans ». Jean-Marie Lemercier sera condamné, en 2013, à 18 mois de prison avec sursis .

## Orgue
Le grand orgue est dû au facteur d'orgues rouennais Ernest Bouillou (1902).